# 2024年5月澳門
2024年5月澳門是指澳門在2024年5月發生的重大新聞事件。

## 5月1日
- 五一黃金周假期首日，雖然上午天氣一度不穩定，但大批中國大陸旅客無懼風雨入境澳門，大三巴牌坊一帶一度實施人潮管制約3小時；截至當天0時共錄得約23萬人次旅客出入境，當中入境旅客121,750人次，出境旅客107,868人次，最多人的入境口岸依次序為關閘、橫琴口岸及港珠澳大橋澳門邊檢大樓[1]。

## 5月2日
- 五一黃金周假期第二天，治安警公布各口岸有超過60萬人次出入境，當中入境旅客超過15萬人次，近半是經關閘入境。旅遊區人山人海，大三巴一帶連續第二天實施人潮管制措施，而氹仔官也街也實施交通管制[2]。
- 四名男小學生涉嫌作出欺凌年老長者的違法行為，澳門特別行政區檢察院表示高度關注，因此承辦檢察官已向初級法院家庭及未成年人法庭建議，對有關未成年人分別開立一般社會保護措施案及違法青少年教育監管措施案，因此案件已移送至檢察院處理[3]。

## 5月3日
- 為配合執行《海域管理綱要法》，於內港區內共有20個個案由水位紙轉為須依《土地法》管理，基於對現有個案狀況影響最少為前提，行政當局採用《土地法》中性質相近的“臨時佔用准照”對相關個案進行管理。考慮到相關個案的業務性質，行政當局在《土地法》的“佔用准照每年繳納的費用表”中，於“商業及服務業”和“工業”項目中間新增“碼頭”項目，年費金額取兩者的平均值，定為每平方米土地面積年費980澳門元，並透過行政長官批示公佈[4]。
- 五一黃金周假期第三天，大三巴和官也街一帶繼續實施交通管制，全日入境旅客超過15萬人次[5]。
- 地球物理氣象局公佈澳門4月份「月平均氣溫」達攝氏25.3度，打破有紀錄以來最高紀錄，同時，4月份的「月平均最高溫」及「月平均最低溫」均打破最高紀錄，分別為攝氏28及23.4度[6]。
- 5月4日
  - 受高空擾動帶來的雷雨區影響，地球物理氣象局發出2021年以來首個黑色暴雨警告信號，雨勢集中影響在澳門半島，位於紀念孫中山市政公園氣象站更錄得一小時雨量達76.2毫米。多處道路出現水浸，其中關閘廣場、羅理基博士大馬路的行車隧道以及水塘馬路因水浸須臨時封閉，關閘邊檢大樓入境大堂因雨量較大引致水渠倒灌，部分區域地面積水，部分自助閘機要暫停使用[7]。
- “黑雨”期間，北區雨勢較大，其中關閘總站頂部多處漏水，巴士猶如經過“水簾洞”。未知是否短時間雨勢增大，未能及時去水，一度出現水浸[8]。青洲一帶因雨水反湧，令區內部分大廈停車場及大廈公共雨水渠積水[9]。連場暴雨下，大三巴哪吒廟滲漏水情況更嚴重，當中廟頂位置持續滴水，暫時用膠桶盛載[10]。
- 雖然氣象局一度發出“黑雨警告”，但下午天氣稍為穩定，其中大三巴一帶連續第四日實施人潮管制，但受天雨影響導致遊客數量稍為減少，人潮管制提前結束；氹仔方面的大雨不太明顯，因此官也街一帶出現人頭湧湧的情況[11]。
- 教育及青年發展局舉行五四青年節慶祝活動，其中於澳門理工大學體育館舉行升旗儀式，社會文化司聯同近2,000名師生、社團代表、教委、青委等出席[12]；同日上午於澳門科學館舉行“慶祝新中國成立七十五周年及澳門回歸祖國二十五周年五四青年論壇”，旨加強澳門青年認識五四精神，傳承愛國主義思想，推動青年關注國家及澳門發展[13]。

## 5月5日
- 治安警察局公布「五‧一」黃金周首四天 (1至4日)出入境數據，共錄得243萬4仟多人次出入境，按年上升11.6%，日均60.87萬人次通關。另打打擊的士違規行為，四天共檢控的士違規七宗(當中包括兩宗濫收車資、兩宗拒載及三宗的士駕駛員在的士站候客時無按序候客)；此外，亦檢控五宗白牌車[14]。
- 珠澳兩地5月4日下暴雨，導致拱北、關閘一帶水浸，其中關閘總站頂部嚴重漏水，猶如“水簾洞”，更一度水浸。有工程師指出，關閘地下巴士總站天花管道雖然有保養，但已使用廿年，漏水事件可能因天花管道排水接駁位材料老化、螺絲鬆脫等有關，相信並非關閘渠網有問題[15]。

## 5月6日
- 國家移民管理局進一步便民利企出入境管理六項政策措施正式實施，首個琴澳旅遊團於當天上午通關來澳，深合區旅遊業界高度評價相關措施，認為是琴澳一體化發展和兩地“一程多站”旅遊線路開發的重大利好，有助構建琴澳一體旅遊發展新格局[16][17]。
- 澳門特別行政區公報刊登第31/2024號社會文化司司長批示，公佈政府長者公寓的住宿單位使用費表、享有優惠價格的條件及1518個住宿單位分佈等詳情[18]。
- 澳門廉政公署完成《關於第57/2024號行政長官批示（涉及新城A區B4、B9、B10地段經屋獨立單位售價）之專案調查報告》，亦即是2019年經屋單位售價及補貼比率之投訴。廉署認為，投訴針對的行政長官批示，符合經2015年修改之《經屋法》(下稱《舊經屋法》)關於售價的法律規定。至於經屋申請人每月收入下限金額的選用、公佈售價的時間，以及補貼比率所考量的市場價格，均屬行政當局自由裁量權。廉署指出，投訴內容似乎把申請人申請時的每月收入下限與經屋定價強制性掛鉤，澄清該金額只是申請審批前提要件，且往往只用作計算申請人可負擔供款的購買力參數之一，建議相關部門多考慮前期信息發佈與知識普及工作，使公眾加強了解和認知經屋相關法律制度[19]。
- 中國大陸“五‧一”勞動節假期結束，初步資料顯示，入境總旅客有約60.5萬人次，與2023年同期日均相比上升23.2%。酒店平均入住率約89.2%[20]。

## 5月7日
- 澳門特別行政區政府與國家藥品監督管理局簽署《國家藥品監督管理局與澳門特別行政區政府社會文化司關於藥品、醫療器械和化妝品監管合作協議》[21]。
- 一名中國大陸男子於一個多小時內在路氹兩間酒店房間持刀搶劫三名內地女子財物，並強姦其中一名女事主，男子得手後潛逃離開澳門，隨後澳門司警通報中國公安於案發12小時後於廣東省中山市坦洲鎮將25歲疑犯捉獲[22]。

## 5月8日
- 澳門輕軌石排灣線凌晨進行列車測試期間發生意外，兩組列車發生碰撞，導致四名列車操作員受輕傷。公共建設局事後調查意外起因，暫不排除涉及人為操作錯誤。宣佈有關石排灣線及橫琴線測試工作將暫停[23]。
- 市政署爭取筷子基北灣泵站、涵箱渠及沿岸休憩區建造工程於7月部分竣工，至於提出計劃多時的「快艇頭里升降機及無障礙通道建造工程」，預計第二季開展工程招標工作[24]。

## 5月9日
- 關閘總站於5月4日上午黑色暴雨警告信號期間仿似「水舞間」，渠道未能及時讓大水流走；交通事務局回應指，關閘總站兩側車行道及備用車停泊區天花排水設施接駁位置出現漏水情況，地面輕微積水，但巴士服務運作及乘客上落車均未受影響，已經即時安排承建商進行緊急堵漏，並正與相關部門協調作進一步的全面排查與維修[25]。
- 統計暨普查局資料顯示，2024年第1季末本澳總人口為686400人，按季增加2700人，主要是居澳外地僱員增加所致[26]。
- 治安警察局向北區社區服務諮詢委員會表示，當局計劃進一步在口岸增設虹膜自助通關通道，至4月下旬有超過20萬澳門居民登記虹膜資料通關，總體使用趨勢是在上升中[27]。

## 5月10日
- 2024年度現金分享計劃於7月2日起分階段發放，受益人數約70.4萬人，預算總開支約為73.6億元，財政局預計約有4.8萬張現金分享的劃線支票郵寄到外地[28]。
- 《修改第19/2006號行政法規〈免費教育津貼制度〉》行政法規草案自9月1日起生效，自新一學年起，「特殊教育班級補助」、「職業技術教育補充資助」及「優化班師比或師生比資助」將整合至免費教育津貼[29]。
- 一名女獄警於兩年多內多次向一名剛出獄的女釋囚恐嚇傷害其家人，多次勒索了合共7.8萬元，用作償還她個人債務。女獄警近日再勒索女事主18萬元，女事主無法忍受下向司警局舉報。司警待女獄警應約收款時將她拘捕。司警追查是否有其他釋囚被勒索[30]。
- 澳門輕軌石排灣線列車測試追尾事故，公共建設局公佈意外調查結果，指事故源於系統供應商測試人員未完成既定程序導致列車相撞，屬人為操作犯錯，不涉系統安全問題。當局將按合同追究系統供應商責任。相關行車測試待改善措施落實後才會重啟[31]。
- 交通事務局已完成十個八年期輕型出租汽車客運普通准照公開競投的審標工作，十間中標公司中標價由280.3萬至380萬元不等，獲判給公司須在接獲判給通知書之日起計十個月內，投入不多於50部的士，並開始提供的士客運服務[32]。

## 5月11日
- 國家移民管理局公布國務院批准增加8個省會城市包括黑龍江省哈爾濱市及甘肅省蘭州市等為港澳個人遊城市。行政長官賀一誠代表澳門特區政府衷心感謝[33]。

## 5月12日
- 澳門特區政府公佈，中共中央港澳工作辦公室主任、國務院港澳事務辦公室主任夏寶龍13日至19日期間來澳考察調研一星期，了解澳門社會和經濟的最新發展情況。行政長官賀一誠代表澳門特別行政區感謝中央長期以來對澳門的關心和支持，並熱烈歡迎夏寶龍主任再度來澳考察調研，特區政府將作出妥善安排，全力確保是次考察調研工作取得圓滿成功[34]。
- 對於有兩名澳門海關關員涉嫌長期濫用病假騙薪，法院曾因存在行政瑕疵而撤銷撤職的處分。保安司司長黃少澤表示，不論公職法律制度或相關行政程序或監管都需全面檢討。行政長官賀一誠已經指示相關部門進行全面檢討，將會改善法律制度，彌補不足。對於女獄警勒索釋囚，黃少澤坦言：「我真係非常憤怒。」並透露，接到司警報告有更新人士報警後，即時要求局長即刻安排現場拘捕。另外，他已經要求懲教管理局評估監督機制，也要進行深入調查；若有更新人士曾向該局報案而沒有受理，便要對主管及領導層嚴肅處理[35]。
- 外交部駐澳特派員公署及澳門特別行政區政府對美國“國會－行政部門中國委員會”日前發表所謂2023年度報告，其中部分內容就澳門接受聯合國人權事務委員會審議事宜以及修改國安法問題進行不實指責，特區政府及駐澳特派員公署對此表示堅決反對[36]。

## 5月13日
- 中共中央港澳工作辦公室主任、國務院港澳事務辦公室主任夏寶龍抵達澳門開展考察行程，首站到澳門大橋建設工地視察，沿途聽取公共建設局局長林煒浩介紹大橋的概況、設計，以及未來正式投入使用後，對緩解澳門交通壓力、配合新區發展的作用。隨後與特首賀一誠、並與澳門特區行政、立法、司法機構主要負責人交流，轉達中共中央總書記習近平對澳門同胞的關懷，並了解澳門各方面的最新發展情況，以及中央對特區施政工作的肯定[37]。
- 橫琴澳門新街坊項目由即日起放寬限購，年滿18歲持有由澳門特別行政區政府身份證明局發放之澳門身份證的澳門居民，可認購澳門新街坊住宅單位[38]。
- 行政長官賀一誠批示，部門須於10月7日向他呈交2025年度澳門特別行政區財政預算案。批示也提及，各部門須審慎評估各項預算開支的必要性及合理性[39]。

## 5月14日
- 2024年澳門行政長官選舉委員會選舉於8月11日舉行，行政長官選舉管理委員會於澳門科學館會議中心舉行講解會，選管會表示，選委參選報名時就要提交其簽名的效忠特區與擁護基本法的聲明書，否則報名不被接納[40]。
- 中共中央港澳工作辦公室主任、國務院港澳事務辦公室主任夏寶龍展開第二日考察澳門行程，於澳門特別行政區政府總部聽取特區政府主要官員的工作匯報及了解施政落實情況，並與大家交流意見[41]。又與澳門中區、北區社區服務諮詢委員會的部份成員交流，了解社區的民政民生情況；下午到澳門綜藝館參觀全民國家安全教育展，了解更多澳門特區為維護國安所作出的努力和貢獻，並感受澳人持續提升的愛國愛澳情懷[42]。
- 蓮峰街發生斬人案，為數七人的兩幫越南籍外僱疑因錢債問題發生衝突，欠債一方三人反持刀向對方四人施襲，斬傷對方三人，其中一人頭部中刀傷勢嚴重。警方到場後現場只見遺下三把利刀和斑斑血漬，司警調查後翌日拘捕兩名33及35歲的施襲者，另一人相信已經關閘出境潛逃[43]。
- 位於政府總部旁的卑第巷因工程影響導致巴士改道，有市民反映相關資訊的發放不足，有市民質疑為何取道更遠的司打口而非更近的龍嵩街，前者亦有道路工程進行中，後者亦可通過大型工程車輛；另一市民提及正考察調研澳門的中共中央港澳工作辦公室主任、國務院港澳事務辦公室主任夏寶龍看看澳門道路工程真實一面。澳巴隨後回應事件，指由於巴士體積有異於普通私家車，在舊區可行路段選擇有限，僅能途經下環街市、打鐵斜巷駛往風順堂街，故巴士需繞行新馬路、司打口前往，對乘客造成不便，希望乘客理解。消息發布方面，「澳巴」表示，在改道之前，已經按照交通事務局指引在網站及車廂作出公告；將與交通事務局溝通，將相關指引做得更好[44]。

## 5月15日
- 中共中央港澳工作辦公室主任、國務院港澳事務辦公室主任夏寶龍展開第三天考察澳門行程，分別到訪澳門工會聯合總會的工聯大廈、澳門街坊會聯合總會屬下的澳門坊眾學校，以及到訪澳門中華教育會會址、澳門婦女聯合總會綜合服務大樓及澳門歸僑總會會址考察和聽取各社團的發展[45]。
- 社會文化司司長歐陽瑜表示，夏寶龍主任與相關社團及學校負責人座談後，充分肯定基礎教育及高等教育和社團協助政府施政，以及歸僑對特區政府、祖國的貢獻。勉勵社團齊心協力把國際大都市“金名片”擦得更亮[46]。
- 2024“全民國家安全教育展”結束，展覽開幕以來，社會各界反響熱烈，豐富的展覽內容吸引廣大居民，以及社會團體、青年組織、學校、公共部門及公私營機構組織人員前往參觀，累計近六萬一千人次入場，專題網站也錄得超過211500瀏覽次數[47]。
- 佛誕正日全日超過61.8萬人次出入境，當中入境旅客約8.8萬人次，港珠澳大橋珠澳口岸往珠海方向出現通關車龍，關閘離境車道也出現離境車龍[48]。

## 5月16日
- 《澳門特別行政區公報》刊出運輸工務司司長批示，宣告約36萬平方米的氹仔馬場土地租賃批給失效，其效力追溯至2024年4月1日，該土地上的任何形式改善物在無任何責任或負擔下歸還澳門特別行政區，澳門賽馬股份有限公司無權收取任何賠償，有關土地將納入國家私產[49]。
- 中共中央港澳工作辦公室主任、國務院港澳事務辦公室主任夏寶龍展開第四天考察調研行程，上午到萬豪軒酒家與澳門老一輩愛國愛澳人士茶聚，隨後前往橫琴口岸考察客貨車聯合一站式車道及隨車人員驗放廳，了解跨境車流狀況，以及相關措施實施後的運作情況和帶給居民通關的便捷性。夏主任又到深合區政務服務中心，通過現場察看感受澳門居民在深合區同樣可享用多項特區政府服務的便利。下午考察澳門新街坊和配套的濠江中學附屬橫琴學校，又到訪了兩家在深合區營運的澳門企業，了解他們抓緊深合區建設機遇，成功拓展業務的經歷[50]。
- 行政法務司司長張永春表示，在澳門特別行政區成立二十五周年紀念這個重要發展階段，夏寶龍主任再次來澳考察調研，就澳門的未來發展提出重要指導意見，充分體現了中央對澳門的關心和支持。行政法務範疇將恪盡職守，按夏寶龍主任提出的工作要求，為把澳門國際大都市“金名片”擦得更亮作出應有貢獻，以實實在在的成果迎接祖國七十五歲華誕和澳門回歸廿五周年[51]。
- 澳門金沙舉行慶典，慶祝開業二十週年。金沙中國行政副主席王英偉在慶典致辭表示，回想2004年5月澳門金沙開幕的盛況，似乎預視澳門旅遊黃金時代來臨，緊接中央逐步開放自由行政策，令訪澳旅客迅速增加，也讓各綜合旅遊休閒企業加緊發展，形成百花齊放局面，為澳經濟注入新動力[52]。

## 5月17日
- 中共中央港澳工作辦公室主任、國務院港澳事務辦公室主任夏寶龍展開第五天考察調研行程，上午先與離島區社區服務諮詢委員會的部份成員“飲早茶”交流，聽取他們對該區持續發展和優化民生事務的意見及建議。隨後分別前往澳門科技大學及澳門大學考察[53]，下午又到澳門協和醫院考察調研[54]，隨後轉往南粵科技園聽取園區營運情況的介紹，到中藥廠考察生產設備及相關流程，並走訪調研園內“澳門品牌”、“澳門製作”及土生土長本地企業的發展情況；及後到路環市區的安德魯餅店瞭解非物質文化遺產“葡撻製作技藝”，接著前往荔枝碗船廠片區了解舊區活化為文旅項目發展帶來的成效[55]，最後到黑沙海灘感受澳門的自然旅遊資源[56]。
- 保安部隊及保安部門紀律監察委員會於2023年共接獲88宗投訴，個案數繼續呈減少趨勢，未有出見因經濟改善及旅客回升而投訴增加之預期。其中治安警察局投訴個案最多佔76%，投訴內容最多為執法程序不當佔40宗，其後是行為不當、態度問題及執法不公；當中8宗經向紀監會投訴後由相關部門提起的紀律程序，四宗已作出處分，一宗歸檔，仍有三宗未有最終決定[57]。

## 5月18日
- 中共中央港澳工作辦公室主任、國務院港澳事務辦公室主任夏寶龍展開第六天考察調研行程，上午在行政長官賀一誠和行政法務司司長張永春陪同下，首先與部份澳區全國人大代表、全國政協委員及省級政協委員聯誼會代表共進早餐；隨後前往澳門青年創業孵化中心考察調研及到訪一家青創網絡科技企業；下午參觀澳門日報報史室及走訪澳門青年發展服務中心[58]。

## 5月19日
- 中共中央港澳工作辦公室主任、國務院港澳事務辦公室主任夏寶龍展開最後一天考察行程，期間參觀澳門東亞運動會體育館及運動員培訓及集訓中心，了解澳門體育設施及澳門體育事業的發展，同時與澳門本地運動員交流並聽取中華人民共和國第十五屆運動會澳門賽區籌備工作[59]。
- 行政長官賀一誠總結夏寶龍主任行程時表示，衷心感謝夏主任充分肯定特區政府的工作、時刻關心及支持澳門各方面的發展，特區政府將堅定不移地貫徹落實中共中央總書記習近平系列重要講話指示精神和中共二十大的重要部署，不辜負中央的關懷與厚望，帶領施政團隊及攜手社會各界，更好發揮夏主任讚譽澳門的六項優勢，將澳門國際大都市“金名片”擦得更光亮奪目[60]。

## 5月20日
- 統計暨普查局資料顯示，2024年第1季旅客總消費（不包括博彩）同比上升35.9%至203.5億元（澳門元，下同）；較2019年第1季亦增加20.2%。留宿旅客（164.3億元）及不過夜旅客（39.2億元）的總消費分別錄得33.1%及48.5%的按年升幅。第1季旅客人均消費為2293元，較2019年首季上升40.3%；與2023年同期比較則下跌24.3%，主要是2023年首季經濟活動復常，旅客消費的需求集中釋放而形成高比較基數所致。首季留宿旅客（4024元）及不過夜旅客（817元）的人均消費按年分別減少14.0%及28.4%[61]。
- 紅街市整治工程完工在即，近120個攤販將安排於5月28日至29日回遷，並於5月30日重新對外營業。另外，紅街市外圍小販將於5月下旬恢復“背向商舖，面向紅街市”的經營方向及原位置經營[62]。

## 5月21日
- 澳門立法會全體大會細則性通過修改第4/1999號法律《就職宣誓法》，眾議員齊支持修法，並認為是次透過完善宣誓主體、內容和方式、監誓制度等，更好地落實“愛國者治澳”理念[63]。處理「租霸」問題的《修改〈民事訴訟法典〉的勒遷之訴制度》法案獲立法會全票一般性通過，行政法務司司長張永春表示，就新制適用條件之一為拖欠租金達五個月時間，政府對此持開放態度[64]。包括讓出生、死亡登記和結婚申請等電子化的《修改〈民事登記法典〉》法案獲立法會細則性通過，將於7月1日起生效，並在澳門公共服務一戶通推出「出生一件事」應用[65]。
- 《訂定在廣東省珠海市拱北口岸東南側相關陸地和海域適用澳門特別行政區法律的基本規範》獲澳門立法會細則性通過，該地段具體的面積及坐標目前珠澳雙方仍在商討，待完成商討後會上呈中華人民共和國國務院確定，最後透過行政長官批示公布地籍圖劃定的範圍，法案列明只用於澳門輕軌澳氹東線的建設[66]。
- 在澳門立法會議員前發言上，兩位官委議員胡祖杰、龐川則提出，「以環保教育角度支持生態島建設」。其中胡祖杰表示建設生態島，是一項與民生息息相關的工程，因為澳門每天的建築廢料、飛灰、爐渣都需要堆埋處理[67]。
- 政府已於2020年把「吸煙者於行人道上邊走邊吸煙」列為需要持續跟進及改善的工作，至今仍未提出法案杜絕俗稱的「火車頭」。衛生局局長羅奕龍回應澳門立法會直選議員梁孫旭書面質詢時表示，由於澳門街道較為複雜，且牽涉到不同管理實體的權限，因此須取得各方共識才能推進，該局將持續探討可行方案[68]。

## 5月22日
- 澳門特別行政區政府、橫琴粵澳深度合作區與中國大陸電池製造商寧德時代簽署戰略合作框架協議。澳門特區政府與深合區相信，必將為澳產業多元注入新動力，雙方將探討在綠色低碳發展的合作機會，讓合作盡快取得實質進展[69]。
- 「新城A、B區行車天橋設計連建造工程」進行第二階段開標，競標造價由21.8億至23.9億元不等，工期為900個工作天，項目爭取同年第四季動工，包括拆除澳門文化中心行人天橋及擴闊孫逸仙大馬路行車道至雙向八線車道[70]。

## 5月23日
- 澳門司警搗破有犯罪集團於澳門設立五間空殼公司，接收中國大陸438宗電話詐騙共3,600萬元騙款，然後將騙款清洗及轉移，司警根據情報拘捕兩名30歲及40歲的本地男子，以涉嫌犯罪集團，清洗黑錢罪移送檢察院處理[71]。
- 澳門格蘭披治大賽車組織委員會表示，「第71屆澳門格蘭披治大賽車」各項賽事的籌備工作正有序進行，為配合國際汽車聯會發展方向，將調整該屆三級方程式在澳門採用的車款，而有關車款將更適合在東望洋跑道作賽。有關賽事經國際汽聯分析後，更名為FIA Formula Regional World Cup，而澳門將繼續是國際汽聯該項世界盃賽事的全球唯一主辦方，屆時將吸引世界各地頂尖車手來澳參賽[72]。
- 行政公職局各個部門發出傳閱公函提出：「各公共部門應注意及遵守關於因病缺勤之規定」，再次提醒各公共部門注意及遵守《澳門公共行政工作人員通則》第一百零四條第一款的規定，工作人員在特定情況應接受由部門領導要求協助之健康檢查委員會之檢查[73]。
- 新橋商會和坊會重辦為期一個月「新橋蓮溪夜市」，期望以社區文化、市集、美食再加上街拍，吸引居民與遊客到來體驗消費，打造社區夜市夜間經濟[74]。
- 橫琴澳門新街坊停車位正式公開發售，項目地面層和地庫合共設置約3300 個產權停車位，標準停車位售價為28.8 萬元人民幣，二聯標準停車位（俗稱孖車位）售價為48.8萬元人民幣。澳門新街坊業主選購時須繳付定金三萬元人民幣，並須在30日內辦妥相關手續及完成交易[75]。

## 5月24日
- 統計暨普查局資料顯示，受惠服務出口保持增長，加上私人消費及固定資本形成總額持續回穩，澳門經濟得到進一步復甦，2024年第1季本地生產總值錄得實質增長25.7%，整體經濟規模已回復至2019年同期的87.2%，當中博彩服務出口及其他旅遊服務出口按年分別上升62.7%及14.8%，內部需求（包括私人消費支出、政府最終消費支出及投資）亦錄得3.4%的增幅；量度整體價格變動的本地生產總值內含平減物價指數（106.8）上升2.3%[76]。
- 澳門旅遊局公佈，首4個月入境旅客超過1100萬人次，整體旅客按年同比增加59.0%，並恢復至2019年同期83.2%水準。數據顯示，澳門旅遊勢態繼續向好，旅客到訪澳門意欲持續上升。旅遊局乘著一系列中央惠澳措施出臺，積極鋪開下半年工作，全力開拓客源，擦亮澳門國際大都市“金名片＂，推動旅遊經濟高質量發展[77]。
- 澳門旅遊局於6月14日起一連10天於澳門漁人碼頭舉辦「澳門國際美食之都嘉年華」，19個國家共30個美食之都城市參與，局長文綺華期望藉活動推廣澳門“美食之都”美譽，並擦亮澳「國際大都市」金名片。
- 廣西打造粵港澳大灣區重要戰略腹地2024澳門推介會暨合作協議舉行，特首賀一誠出席並致辭時表示，桂澳雙方共同貫徹落實中共中央總書記習近平提出“把廣西打造成為粵港澳大灣區重要戰略腹地”的重要指示精神，著眼新發展階段和高質量發展，雙方簽署的合作協議，為桂澳合作的持續發展不斷注入新的動力[78]。
- 鑑於高等院校學生墮入電訊網絡詐騙的情況仍然持續，嚴重危害學生的財產甚至人身安全。為聯動教育界進一步強化校園防騙工作，全面提升高校學生反詐意識和能力，司法警察局與教育及青年發展局宣佈啟動“校園防騙疫苗計劃＂，施行十項重點反詐教育行動，促使學生正視防騙工作，推動多方合作築牢校園安全網絡[79]。

## 5月26日
- 學士學位學歷程度的綜合能力評估開考考試於當天上午於全澳16個地點舉行，共有14030名准考人，出席應考的准考人共有11206人，出席率為八成。考試過程總體順利，大部分應考的准考人遵照通知的規定依時抵達考場參加考試[80]。
- 由澳門基金會推出的「澳琴情懷資助計劃」資助合資格社團組織橫琴深合區一天參觀團和派發在澳門使用的電子消費券，吸引眾多社團積極、踴躍支持相關計劃[81]。
- 治安警察局公佈2024年4月共錄得近6萬宗交通違規個案，罰款金額約1,579萬多元，其中違泊共發出5.2萬多張告票；行人違法過馬路該月共檢控435宗，按月減少30.8%；的士違規共檢控93宗並檢控8宗白牌車；單月錄得1,250宗交通意外[82]。

## 5月27日
- 一個犯罪集團招攬路氹某娛樂場包括賭枱經理等多名職員，串謀以預先排序的啤牌及假扮賭客的同夥賭博，詐騙娛樂場454萬港元，司警據報拘捕三名骨幹成員和五名娛樂場職員，搜獲294萬港元贓款，同時追緝主腦及多名成員[83]。
- 《澳門特別行政區公報》刊出行政長官批示，核准國家秘密標誌的式樣。該式樣載於批示組的附件，含有「國家秘密」和「Segredo de Estado」的紅字及紅框，且標明保密期限或解密條件。上述式樣於6月1日生效[84]。
- 《澳門特別行政區公報》刊出在路環遊艇停泊區設立出入境事務站的行政命令，該出入境事務站在有需要時運作，僅供乘坐遊艇進入或離開澳門特別行政區的人士使用。行政命令自公布後滿90日起生效[85]。
- 臨時提督街市關閉在即，市政署宣佈臨時街市於29日為最後一天營運，往來高士德至臨時街市的臨時提督街市專線於29日傍晚尾班車開出後停運[86]。
- 市政署巡查南灣湖景大馬路一個地盤，接駁喉管，將未經隔濾處理的黃泥漿排放至公共下水道，市政署人員已當場制止該地盤繼續違規排放並發出實況筆錄，後續將依照法律程式向地盤作出處罰，同時要求地盤責任方清理受影響之下水道及進行下水道CCTV檢測。翌日，市政署再派員覆查，雖未見違規情況，但仍將持續監察，並通報發出工程准照之工務部門聯合跟進[87]。
- 新增8個省會城市為“港澳個人遊”城市，澳門旅遊局開展各項線上線下宣傳工作，向各市宣傳有關新增“個人遊”城市的新消息，推廣來澳優惠及澳門多元的“旅遊+”元素，用好中央惠澳舉措，全力推廣，進一步擴大客源[88]。

## 5月28日
- 保安司舉行2024年第一季罪案統計及執法工作數據簡報會，共刑事立案3,548宗，較2023年同期上升10.8%，較2019年同期增5.5%，總體罪案數字相比2023及2019年同期均有增長，主要是由於詐騙犯罪持續增加所致，至於嚴重暴力犯罪、除詐騙外的大部分財產犯罪、毒品犯罪，以及博彩相關犯罪均明顯低於2019年第一季，反映出警方各項預防打擊工作之成效[89]。
- 行人違規亂穿馬路問題嚴重繼續惹社會關注，警方於2024年第一季共檢控行人交通違規達3,005宗，保安司司長黃少澤提出，唯行人違規過馬路的情況仍較嚴重，故當局順應社會呼聲，將繼續加強相關執法工作[90]。
- 澳門廉政公署接舉報，指該公司餐飲部總廚多年來向員工索賄，涉嫌違反法律及公司內部員工守則。案情指，該總廚擁有聘用、解僱及晉升部門人員的權力，自2020年9月至2023年2月，憑藉職務上的權力多次要求下屬“孝敬”上司，向多名下屬每月索取“抽水費用”，作為介紹員工入職和獲得續任的回報，金額合共24萬澳門元，事後該名總廚已被解僱及以涉嫌觸犯《預防及遏止私營部門賄賂》法律中私營部門的受賄罪移交檢察院處理[91]。
- 中國旅遊研究院官方微信公眾號發文指出，調查顯示，澳門在2024年第一季度首次獲得內地出境旅遊者最滿意的目的地。根據貼文圖表數據顯示，2023年澳門獲得84.09分排名第三；2024年第一季度旅遊滿意得分為83.49分，躍升第一位，首次獲得內地出境旅遊者最滿意的目的地[92]。
- 統計暨普查局資料顯示，4月的隨團入境旅客有21.6萬人次，按年上升1.4倍；中國內地團客按年上升1.2倍至19.4萬人次，國際團客共2.0萬人次，按年增加9.8倍，當中韓國（0.8萬人次）及馬來西亞（0.2萬人次）團客分別上升23.8倍及14.0倍。4月向公眾提供住宿服務的酒店業場所共143間，按年增加13間，可提供客房數目增加9.4%至4.7萬間。客房平均入住率同比上升4.0個百分點至83.3%[93]。
- 首屆澳門國際兒童藝術節於7月至8月期間舉行，鼓勵家庭與兒童近距離、多視角、全感官接觸藝術，從小培養藝術興趣，擴闊美學視野，藝術節涉及與三間博企合作特別項目。澳門文化局將在稍後的澳門國際兒童藝術節新聞發布會公布預算。至於2025「東亞文化之都」申報方面，澳門為六個入圍城市之一，當選城市結果有待稍後正式公布[94]。

## 5月29日
- 公共建設局開展「大潭山隧道及其連接線設計連建造工程 - 隧道及南連接線」預先評定資格的限制招標。工程主要包括建造大潭山隧道段、南連接線及其北端出入口，隧道段全長約六百米，為雙向四車道的穿山隧道，穿越大潭山，最長設計連施工期超過三年[95]。
- 配合澳門新中央圖書館建築工程—拆卸、基礎及地庫工程的開展，為保障市民健康及安全，毗鄰施工範圍的新花園泳池將同步於2024年6月1日起暫停開放直至另行通知[96]。
- 衛生局公佈2024年第一季錄得12男10 女共22 宗自殺死亡個案，年齡介乎17至75歲，當中本澳居民21宗（95.5%）及非本澳居民1宗（4.5%）；首季自殺死亡個案較上一季減少4宗，亦較2023年同期減少1宗。根據資料分析，自殺死亡的原因可能與精神病、慢性或生理疾病有關[97]。
- 紅街市重新恢復營業在即，最終只有118檔營業，市政署於當天11時舉行「復業儀式」。市政署昨早安排傳媒實地了解攤販回遷等情況，現場大部分檔位都忙著最後布置調整，也有已上架好部分貨品，還有電子支付工具機構向簽約攤販派「碼」等。至於位於林茂塘的臨時提督街市建築署方就暫未有新規劃與方向，在全部搬遷完後會做徹底清潔和滅鼠[98]。

## 5月30日
- 中華人民共和國國務院批覆同意自2024年5月31日零時起，由澳門特區對珠海市拱北口岸東南側相關陸地和海域依照澳門特區法律實施管轄，土地將用作興建澳門輕軌東線用途。相關陸地和海域的總面積為3700.178平方米，包括陸地1439. 130平方米和海域2261. 048平方米。批覆並附有相關區域的坐標[99]。
- 第4/2024號行政法規《“澳門歷史城區”保護及管理計劃》於6月1日起生效，特區政府根據第11/2013號法律《文化遺產保護法》第51條的規定，開展“澳門歷史城區”保護及管理計劃的編制工作，於2014年及2018年先後進行兩次公開諮詢，廣泛聽取社會大眾及專業團體的意見，並持續與國家文物局、世界遺產中心及相關國際組織進行緊密溝通，聽取專業意見，凝聚各方共識，制定《“澳門歷史城區”保護及管理計劃》並以第4/2024號行政法規頒佈[100]。
- 澳門大橋發生致命工業意外，一名55歲中國大陸籍男工人高處拆卸臨鋼架期間從高處墮下，頭顱爆裂當場死亡。澳門司警、勞工事務局及公共建設局事後調查和跟進事件，對相關承造商發出停工令，並要求短期內提交報告[101]。
- 俗稱紅街市的提督街市在整治工程關門近800天後重開營業，近120個攤販回歸，在加入冷氣、無障礙通道等更好的環境迎接顧客重臨，首日上午買餸人流絡繹不絕，有檔口門庭若市。市政署稱整體運作暢順[102]。

## 5月31日
- 一名46歲現職消防員，涉嫌盜取前女朋友住所內十萬港元用作賭博，分兩次到娛樂場賭博並將款項輸掉，司警接舉報後於其居所將他拘捕。消防局對事件高度關注，並深感遺憾，重申一直重視人員的紀律及操守。就有關事件，消防局已隨即開立程式調查，並對該名消防人員採取防範性停職措施，倘若查明有關的違紀行為屬實，必定依法追究違法者之紀律責任[103]。
- 澳門行政長官選舉管理委員會表示，根據法律規定和選舉日程安排，選舉程序於6月3日至6月17日為「法人選民呈報簽署提名表的代表以領取提名表」，以及同日起至7月2日為「法人選民將提票人名單提交選管會」，另於黑沙環澳門浸信中學設後備票站，確保在突發狀況下選舉繼續進行[104]。
- 廣東省珠海市舉行拱北口岸東南側相關租賃陸地和海域移交儀式，澳門行政法務司司長張永春出席並致辭時表示，澳門特區政府衷心感謝中央、廣東省及珠海市對澳門特區發展的大力支持。相關陸地和海域移交澳門管轄後，澳門輕軌澳氹東線將有條件連通關閘和青茂兩個人流最多的口岸，對將來疏導澳門北區交通、便利居民和遊客出行發揮重大作用，並將進一步提高澳門輕軌系統的使用率，改善整個澳門的交通出行環境[105]。